# ナポリの六度
ナポリの六度、ナポリの六の和音、あるいは単にナポリとは、西洋音楽において、主音の短2度上（半音上）の音を根音とする長三和音のことである。音度記号表記では♭II。
この和音は元来、短調の短2度上の和音(例として、ハ短調であればⅡの和音Dm(♭5)の根音(D)を半音下げたもの)、もしくはⅣの和音Fmの完全5度(C)を半音上げたものである。
ナポリ楽派が好んで使用したことと、慣習的に六の和音（第1転回形）の♭II6が使われるため、ナポリの六度と呼ばれている。また、これを基本形にしたものは「ナポリの和音」という別の名前になる。
下属和音に準ずる和音として、変則的なサブドミナントであり、特に短調において、IIの代理和音として使用されることが多い。クラシックでは「ナポリの六」はドミナントに進行するのが原則である。
伝統的には N の記号で表され、また日本で多く使われる和声教科書である『和声 理論と実習』では
-II （長調では 𐩒-II）
後継の和声教科書である『総合和声』では
の記号で表され、ナポリのIIと呼ばれる。

## 各調における構成音
音名は英語式による
| 長調  | ハ | 嬰ハ | 変ニ | ニ |      | 変ホ | ホ | ヘ | 嬰ヘ | 変ト | ト |      | 変イ | イ |      | 変ロ | ロ | 変ハ |
| 短調  | ハ | 嬰ハ |      | ニ | 嬰ニ | 変ホ | ホ | ヘ | 嬰ヘ |      | ト | 嬰ト | 変イ | イ | 嬰イ | 変ロ | ロ |      |
| ----- | -- | ---- | ---- | -- | ---- | ---- | -- | -- | ---- | ---- | -- | ---- | ---- | -- | ---- | ---- | -- | ---- |
| 第5音 | A♭ | A    | B    | B♭ | B    | C♭   | C  | D♭ | D    | E    | E♭ | E    | F♭   | F  | F♯   | G♭   | G  | A    |
| 第3音 | F  | F♯   | G♭   | G  | G♯   | A♭   | A  | B♭ | B    | C♭   | C  | C♯   | D♭   | D  | D♯   | E♭   | E  | F♭   |
| 根音  | D♭ | D    | E    | E♭ | E    | F♭   | F  | G♭ | G    | A    | A♭ | A    | B    | B♭ | B    | C♭   | C  | D    |

## 由来
「ナポリ」の名は、17世紀、イタリアのナポリの音楽家がこの和音をオペラの見せ場で多用したことに由来する。もっとも、この和音はそれ以前からよく使われてはいた。19世紀ではショパンが《夜想曲》において多用した。

## 付加音
ナポリの六度の和音および、根音の長7度上の音を付加した和音(♭II△7)は、ポピュラー和声ではサブドミナント・マイナーの機能を持つ和音として扱われる。
根音の短7度上の音が追加された場合(♭II7)、もはやナポリの六度とは分析されず、ドミナントの機能を持つV7 のトライトーン・サブスティテューション（いわゆる裏コード）と解釈されることが多い。